# Девански замак
Девански замак је утврда која се уздиже над реком Муреш и истоименим градом у Трансилванији, у данашњој Румунији. Први пут се у документима појављује 1269. године, али је на ширем подручју града постојала првобитно дачка утврда Сингидава, а касније и римски каструм који је био седиште II Августове легије. Данас је тврђава у рушевинама, али и даље делује импозантно пошто је смештена на врху пошумљеног брда које доминира над насељем смештеним у речној долини окруженом високим врховима трансилванијских Алпа, попут Добојског Града. Утврда је током ноћи осветљена, као и сам прилаз њој.
Тврђава је добила на значају током владавине Јаноша Хуњадија када је постала значајно војно и административно средиште у краљевини Мађарској. Османлије су га делимично разориле 1550. године, али је утврда потом обновљена. Последња фаза у градњи тврђаве се одвила 1621. године када је под Габријелом Бетленом дограђена у ренесансном стилу.

## Назив
Постоје две верзије постанка назива града Дева, које у неку руку представљају и два виђења порекла саме Румуније Дачанску и Римску.
Према првој (романској) верзији град (односно тврђава) су добили назив по претходном седишту II легије Августе која је пре премештаја у каструм у данашњој Деви била смештена у каструму Дева у Британији око кога се развио данашњи Честер.
Према другој (дачанској) верзији град (односно тврђава) су добили назив по дачанској речи дава која је значила тврђава (нпр. Пироборидава, Заргидава) пошто се пре римског каструма на простору града налазила дачка тврђава Сингидава.